# Manœuvre (sport)
Pour les articles homonymes, voir Manœuvre.
Une manœuvre en sport d'opposition est un procédé technique destiné à prendre le dessus sur l'adversaire. Par exemple, en sports de combat atteindre des cibles par le biais d’un contrôle ou d’une manipulation de l’opposant. Certaines démarches sont de l’ordre de la « contre-communication » (contre-information et désinformation de l’opposant : brouiller, parasiter l’information, etc.) et de la « contre-logique » (l’action ne répond pas à une logique habituelle). 

## Illustration enboxe
Nous trouvons deux catégories :
- les manœuvres offensives : celles destinées à placer l’opposant dans le ring et à immobiliser (pressing et cadrage), puis celles destinées à créer des ouvertures par le biais de tromperies (attaque différée, feinte, fixation de cible, dissimulation d’action, sape d’arme, etc.)
- les manœuvres contre-offensives : les procédés destinés à exploiter une activité induite chez l’opposant (à base de piège : invite d’attaque, leurre de comportement, etc.).

1.  ⇒  2. 
1. Après un appât et une esquive d’un uppercut… 
2. (B) riposte en drop du bras arrière

## Sources
- Georges Blanchet, Boxe et sports de combat en éducation physique, Ed. Chiron, Paris, 1947
- Gérard Chaliand, Arnaud Blin, Dictionnaire de stratégie militaire, Librairie académique Perrin, 1998
- Alain Delmas, 1. Lexique de la boxe et des autres boxes (Document fédéral de formation d’entraîneur), Aix-en-Provence, 1981-2005 – 2. Lexique de combatique (Document fédéral de formation d’entraîneur), Toulouse, 1975-1980
- Jack Dempsey, Championship fighting, Ed. Jack Cuddy, 1950
- F.F.E., Les cahiers de la commission pédagogique nationale d’escrime, INSEP, Paris, 1981
- François Géré, Pensée stratégique, Ed. Larousse, Paris, 1999
- Gabrielle & Roland Habersetzer, Encyclopédie des arts martiaux de l'Extrême-Orient, Ed. Amphora, Paris, 2000
- Louis Lerda, J.C. Casteyre, Sachons boxer, Ed. Vigot, Paris, 1944
- Marcel Petit, Boxe : technique et entraînement, Paris, Ed. Amphora, Paris, 1972.
- Thierry de Montbrial et Jean Klein, Dictionnaire de stratégie, PUF, Paris, 2000